# Fuerte de Lota
El Fuerte de Lota es un Monumento Nacional declarado mediante el Decreto n.º 744, del 24 de marzo de 1926. Se encuentra ubicado en una ladera del cerro Marigueñu (también conocido como cerro Villagrán), al sureste de la bahía de Lota, en Chile.
Históricamente se considera como su fecha de fundación el 1661, cuando era gobernador de Chile Pedro Porter.